# 色当站
色当站，是法国的一个铁路车站，位于法国东北部城市色当。

## 位置
色当站位于色当市区的西南部，默兹河左岸。车站大致呈西北-东南走向，开口朝东北。

## 设施
色当站设有人工售票窗口，开放时间如下：
- 周日：07:05~23:40
- 周五：05:20~23:40
- 周一至四、周六：05:20~21:10

此外，色当站站内还设有自动售票机，站前设有社会车辆停车场。

## 停靠线路
以下列车线路在色当站停靠：
| 色当站列车线路表           |              |                                  |          |              |
| 线路                       | 车种         | 上一站                           | 下一站   | 大致运行频率 |
| 巴黎—色当                  | TGV          | 沙勒维尔-梅济耶尔                | （终点） | 每天2趟左右  |
| 沙勒维尔-梅济耶尔—蒂永维尔 | 法国大区列车 | 默兹河畔努维永/东舍里            | 卡里尼昂 | 每天1~2趟    |
| 香槟-阿登TGV/兰斯—色当     | 法国大区列车 | 沙勒维尔-梅济耶尔/默兹河畔努维永 | （终点） | 每天4趟左右  |
| 沙勒维尔-梅济耶尔—色当     | 法国大区列车 | 东舍里                           | （终点） | 每天3趟左右  |
| 1.                         |              |                                  |          |              |

## 配套交通

### 长途客车
| 停靠色当站的大巴车 |                                            |                                                                      |
| 上下车地点         | 运营单位                                   | 主要目的地                                                           |
| 色当站门口         | Flixbus                                    | 巴黎、兰斯                                                           |
| 色当站门口         | 阿登省城际客运 RDTA （页面存档备份，存于） | 罗库尔弗拉巴、沙勒维尔-梅济耶尔、斯特奈、穆宗                        |
| 色当站门口         | SNCF Car TER                               | 当某条铁路线施工或罢工时，SNCF可能也会提供途径该线路沿途站点的大巴车 |
| 1. 2. 3. 4.        |                                            |                                                                      |

### 市内交通
| 色当站附近的市内公共交通线路 |            | |
| 公交车站名称                 | 位置       | 停靠线路 |
| Gare SNCF                    | 色当站门口 | - A1路：沙勒维尔-梅济耶尔-火车站 ↔ 色当站 - A线：弗卢万-市政厅 ↔ 东舍里-市政厅 - B线：格莱尔-福煦 ↔ 巴泽耶-高级中学 |
| 1. 2.                        |            | |

## 临近车站
| 色当站（Gare de Sedan）        |                    |            |
| 上行车站                       | 线路               | 下行车站   |
| 东舍里站                       | 里尔－蒂永维尔铁路 | 卡里尼昂站 |
| - 本表仅显示运营中的线路及车站 |                    |            |